# Kejsarörn
Kejsarörn (Aquila heliaca) är en av Europas största rovfåglar. Den liknar kungsörnen men är något mindre och som alla örnar förs den till familjen Accipitridae. 

## Utseende
Den adulta kejsarörnen mäter 72–83 cm, har ett vingspann på 190–210 cm och honan är något större än hanen. Den är huvudsakligen svartbrun men är mycket ljust gulbrun på hjässan och nacken, och den har tydliga vita fläckar på skulderfjädrarna. Stjärten är grå med ett brett mörkt ändband. Den skiljs från adult kungsörn genom att vara mörkare men ha ljusare vingovansida och ljusare hjässa och nacke. Kungsörnens undre vingtäckare är ljusare vilket skapar ett vingband på vingundersidan och den saknar även de vita fläckarna på skuldrorna.

## Läte
Kejsarörnen är en ljudlig fågel, med djupare läten än kungsörnens. Vanligen hörs en snabb räcka med hest skällande "auk-auk-auk-auk...". Det utdragna oroslätet, ett "öht", beskrivs som tutande.

## Taxonomi och utbredning

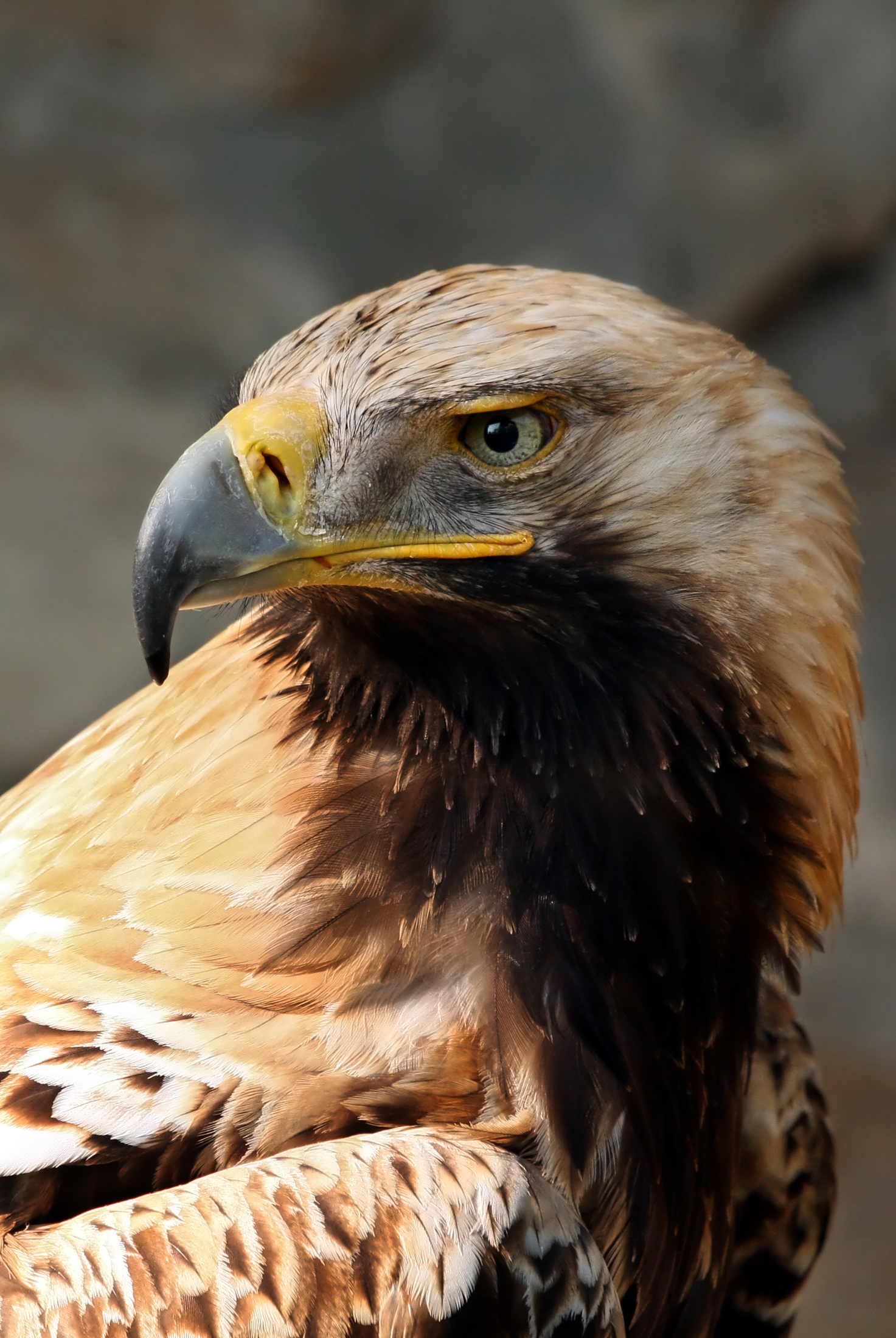
Detaljbild av en kejsarörn.

Den beskrevs taxonomiskt först 1809 av Marie Jules César Savigny. Ibland kategoriseras spansk kejsarörn som underarter till kejsarörn, A. h. adalberti, men numera behandlas de oftast som två arter på grund av tydliga skillnader i morfologi, ekologi, och molekylär karaktäristik.
Kejsarörnen är en flyttfågel som häckar i södra Östeuropa, Västasien och Centralasien. Den övervintrar i Afrika, på Arabiska halvön, i Indien och Kina. I Europa är den utrotningshotad, och lokalt har den försvunnit från stora delar av sitt utbredningsområde i exempelvis Ungern och Österrike och den är lokalt utdöd i exempelvis Pakistan.
I Sverige har den bara observerats ett fåtal gånger, med fynd av 14 individer, den absolut största merparten i Skåne.

## Ekologi

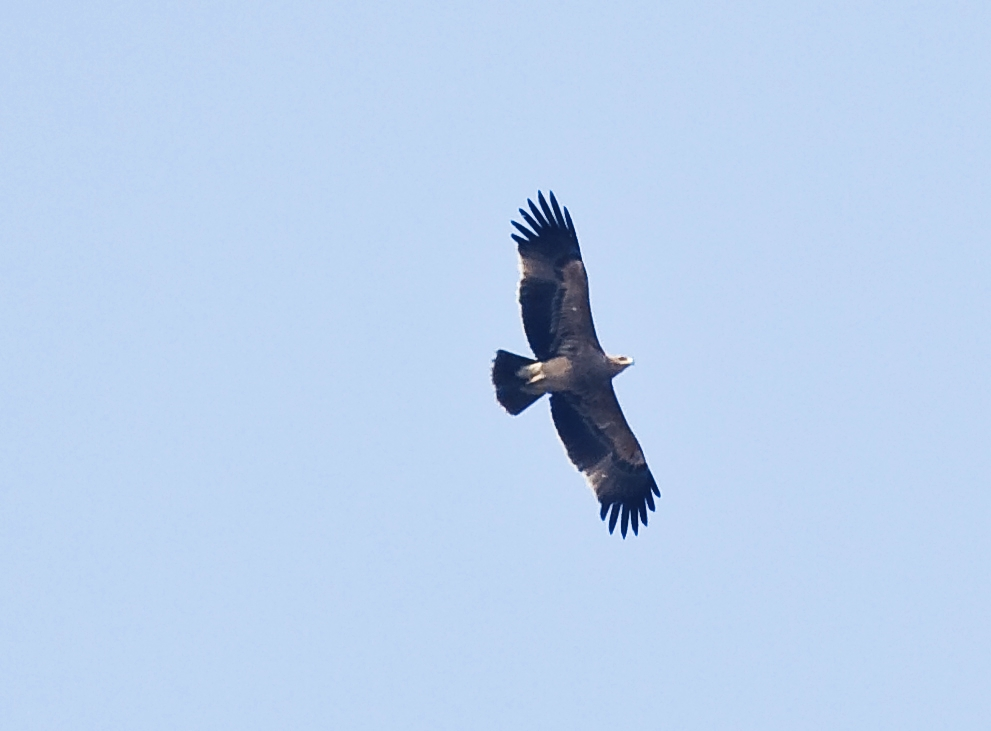
Subadult kejsarörn i flykten. Förmodligen 4-5K.

Kejsarörnen föredrar öppen mark med mindre skogsområden och till skillnad från andra örnar av sin storlek förekommer den generellt inte i bergsområden, större skogar eller på trädlösa stäpper.
Kejsarörnen bygger sitt bo i ett ensamt träd, så att det har en god överblick över omgivningen. Boet byggs av grenar och fodras med gräs och fjädrar. Honan lägger 2–3 ägg i mars-april och dessa ruvas i 45 dagar. Det är inte ovanligt att endast en unge lämnar boet levande.

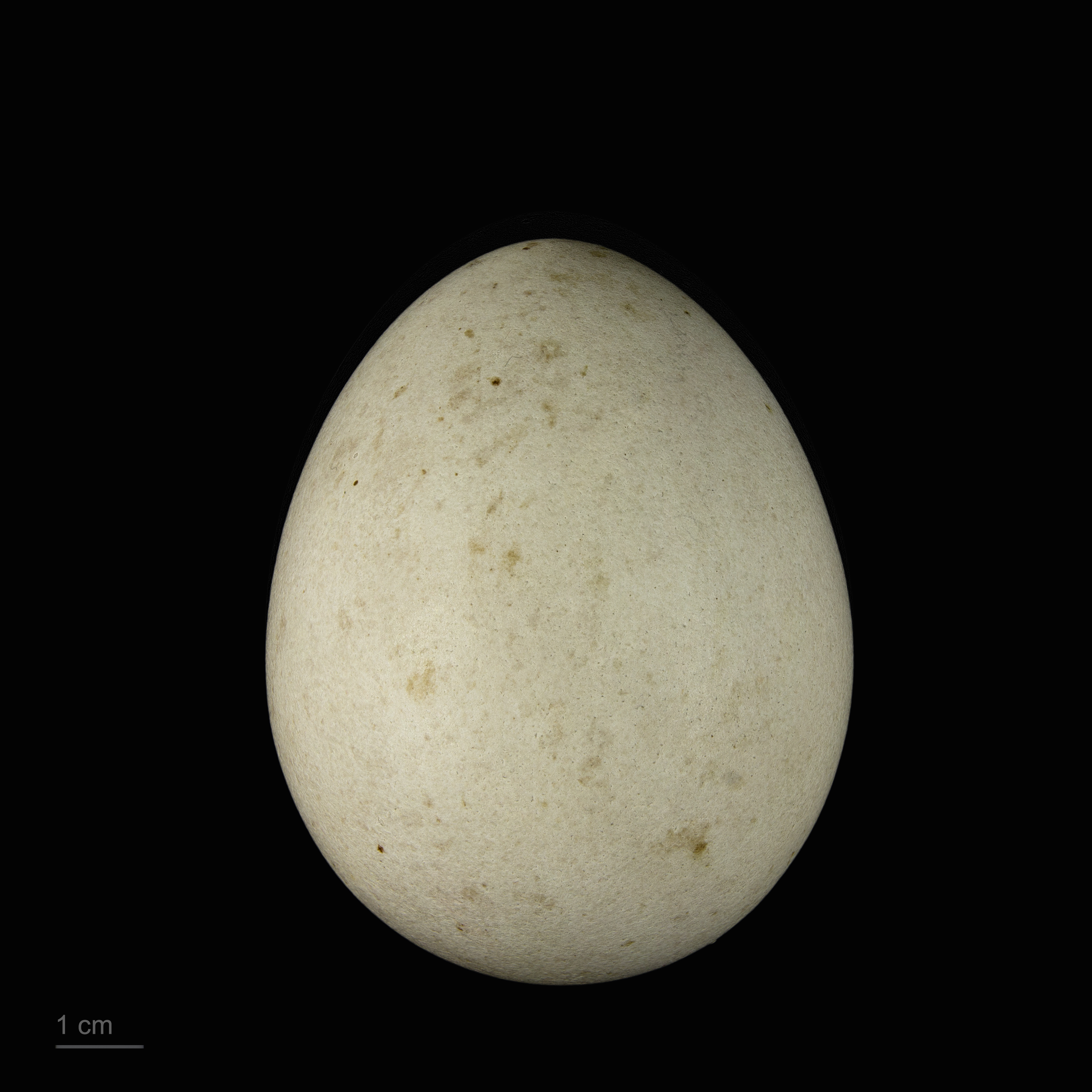
Aquila heliaca

Födan utgörs huvudsakligen av gnagare, främst sislar, men även fågel, räv och mård.

## Status
Kejsarörnen är utrotningshotad och listad som sårbar (VU) av IUCN. Den globala populationen är liten, och studier tyder på att denna minskning kommer att fortsätta, främst på grund av att kvalitén på habitaten försämras eller att de helt försvinner. Andra hot utgörs av jakt, boplundring, födominskning och att de krockar med kraftledningar. Det enda område i Europa där arten ökar är kring den Pannoniska slätten i de bergsområdet i norra Ungern och södra Slovakien. Det häckar ungefär 70–80 par i Ungern.

## I kulturen
Kejsardömet Österrike-Ungern valde en gång i tiden kejsarörnen som sitt heraldiska djur.